# Wybory gubernatorskie w Stanach Zjednoczonych w 1836 roku
Wybory gubernatorskie w Stanach Zjednoczonych w 1836 roku – wybory, które odbyły się w 1836, w wyniku których wyłoniono gubernatorów kilku stanów. W wyborach powszechnych wybrano 7 gubernatorów z Partii Whigów i 5 z Partii Demokratycznej, a w stanowych legislaturach wybrano jednego gubernatura z Partii Demokratycznej i dwóch z Partii Whigów.

## Kalendarz wyborczy
- 4 stycznia 1836 – wybory gubernatora w stanowej legislaturze w Maryland[1]
- 8 marca 1836 – wybory powszechne gubernatorskie w New Hampshire[2]
- 6 kwietnia 1836 – wybory powszechne gubernatorskie w Connecticut[3] i Rhode Island[4]
- 29 kwietnia 1836 – wybory gubernatora w stanowej legislaturze w Wirginii[5]
- 1 sierpnia 1836 – wybory powszechne gubernatorskie w Kentucky[6] i Missouri[7]
- 4 sierpnia 1836 – wybory powszechne gubernatorskie w Karolinie Północnej[8]
- 6 września 1836 – wybory powszechne gubernatorskie w Vermont[9]
- 13 września 1836 – wybory powszechne gubernatorskie w Arkansas[10]
- 7 listopada 1836 – pierwszy dzień wyborów powszechnych gubernatorskich w Nowym Jorku[11]
- 8 listopada 1836 – wybory powszechne gubernatorskie w Delaware[12] i drugi dzień wyborów powszechnych gubernatorskich w Nowym Jorku[11]
- 11 października 1836 – wybory powszechne gubernatorskie w Ohio[13]
- 14 listopada 1836 – wybory powszechne gubernatorskie w Massachusetts[14]
- 10 grudnia 1836 – wybory gubernatora w stanowej legislaturze w Karolinie Południowej[15]

## Wyniki ogólnokrajowe
| Partia | Partia                            | Wynik            | Wynik | Wynik               |
| Partia | Partia                            | Głosy powszechne | %     | Zwycięzcy kandydaci |
| ------ | --------------------------------- | ---------------- | ----- | ------------------- |
|        | Partia Wigów                      | 411 034          | 48,06 | 7                   |
|        | Partia Demokratyczna              | 428 617          | 50,11 | 5                   |
|        | Niezależni kandydaci              | 15 287           | 1,79  | 0                   |
|        | Pozostali kandydaci               | 209              | 0,02  | 0                   |
|        | Partia Konstytucyjna Rhode Island | 135              | 0,02  | 0                   |
| Razem  | Razem                             | 855 951          | 100   | 12                  |

## Arkansas

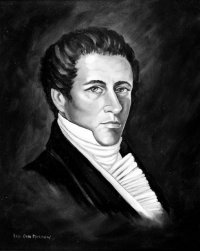
James Sevier Conway

Arkansas prawnie zostało stanem 13 września 1836. Pierwsze gubernatorskie wybory powszechne odbyły się wcześniej, 1 sierpnia tego samego roku.
O urząd gubernatora ubiegali się:
- James Sevier Conway z Partii Demokratycznej, inspektor generalny terytorium Arkansas[10]
- Absalom Fowler z Partii Whigów[17], członek stanowej legislatury[18]

| Kandydat | Kandydat            | Partia               | Liczba głosów | %     |
| -------- | ------------------- | -------------------- | ------------- | ----- |
|          | James Sevier Conway | Partia Demokratyczna | 5 338         | 62,36 |
|          | Absalom Fowler      | Partia Wigów         | 3 222         | 37,64 |
| Razem    | Razem               | Razem                | 8 560         | 100   |

## Connecticut
Wybory powszechne odbyły się 6 kwietnia 1836.
O urząd gubernatora ubiegali się:
- Henry Waggaman Edwards z Partii Demokratycznej, urzędujący gubernator[3]
- Gideon Tomlinson z Partii Whigów[3], były gubernator Connecticut i ówczesny senator Stanów Zjednoczonych[19]

| Kandydat | Kandydat                            | Partia               | Liczba głosów | %     |
| -------- | ----------------------------------- | -------------------- | ------------- | ----- |
|          | Henry Waggaman Edwards (urzędujący) | Partia Demokratyczna | 20 360        | 53,93 |
|          | Gideon Tomlinson                    | Partia Wigów         | 17 393        | 46,07 |
| Razem    | Razem                               | Razem                | 37 753        | 100   |

## Delaware

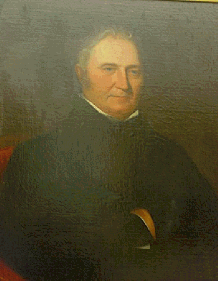
Cornelius Parsons Comegys

Wybory powszechne odbyły się 8 listopada 1836. Poprzednio wybrany gubernator Caleb Prew Bennett z Partii Demokratycznej zmarł w trakcie pełnienia urzędu 9 maja 1836. Zastępował go przewodniczący stanowego senatu Charles Polk z Partii Whigów.
O urząd gubernatora ubiegali się:
- Cornelius Parsons Comegys z Partii Whigów, członek stanowej legislatury i były sekretarz skarbu Delaware[23]
- Nehemiah Clark z Partii Demokratycznej[12], inspektor publiczny Smyrny[24]

| Kandydat | Kandydat                  | Partia               | Liczba głosów | %     |
| -------- | ------------------------- | -------------------- | ------------- | ----- |
|          | Cornelius Parsons Comegys | Partia Wigów         | 4 693         | 52,32 |
|          | Nehemiah Clark            | Partia Demokratyczna | 4 276         | 47,68 |
| Razem    | Razem                     | Razem                | 8 970         | 100   |

## Karolina Południowa
10 grudnia 1836 Pierce Mason Butler z Partii Demokratycznej  został wybrany na gubernatora Karoliny Południowej przez stanową legislaturę w tajnym głosowaniu.

## Karolina Północna
Wybory powszechne odbyły się 4 sierpnia 1836.
O urząd gubernatora ubiegali się:
- Richard Dobbs Spaight Jr. z Partii Demokratycznej, urzędujący gubernator Karoliny Północnej[8]
- Edward Bishop Dudley z Partii Wigów, członek Izby Reprezentantów Stanów Zjednoczonych[8]

| Kandydat | Kandydat                               | Partia               | Liczba głosów | %     |
| -------- | -------------------------------------- | -------------------- | ------------- | ----- |
|          | Edward Bishop Dudley                   | Partia Wigów         | 35 791        | 53,57 |
|          | Richard Dobbs Spaight Jr. (urzędujący) | Partia Demokratyczna | 31 018        | 46,42 |
|          | Pozostali                              | Pozostali            | 9             | 0,01  |
| Razem    | Razem                                  | Razem                | 66 818        | 100   |

## Kentucky

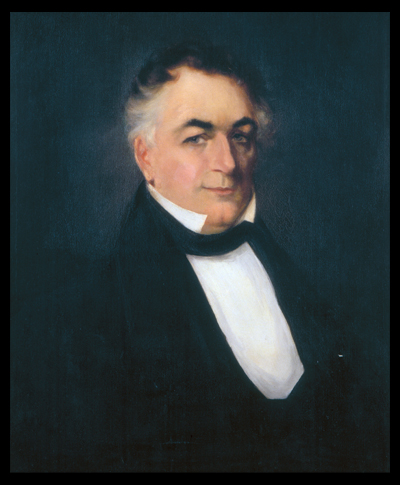
James Clark

Wybory powszechne odbyły się 1 sierpnia 1836. Poprzednio wybrany gubernator John Breathitt z Partii Demokratycznej zmarł w trakcie pełnienia urzędu 21 lutego 1834. Jego obowiązki przejął zastępca James Turner Morehead z Partii Whigów.
O urząd gubernatora ubiegali się:
- James Clark z Partii Whigów[6], były członek Izby Reprezentantów USA i Senatu Kentucky[27]
- Matthews Flournoy z Partii Demokratycznej[6]

| Kandydat | Kandydat           | Partia               | Liczba głosów | %     |
| -------- | ------------------ | -------------------- | ------------- | ----- |
|          | James Clark        | Partia Wigów         | 38 587        | 55,86 |
|          | Matthewsa Flournoy | Partia Demokratyczna | 30 491        | 44,14 |
| Razem    | Razem              | Razem                | 69 078        | 100   |

## Massachusetts
Wybory powszechne odbyły się 14 listopada 1836.
O urząd gubernatora ubiegali się:
- Edward Everett z Partii Whigów, urzędujący gubernator[14]
- Marcus Morton z Partii Demokratycznej, były gubernator Massachusetts[14]

| Kandydat | Kandydat                    | Partia               | Liczba głosów | %     |
| -------- | --------------------------- | -------------------- | ------------- | ----- |
|          | Edward Everett (urzędujący) | Partia Wigów         | 42 160        | 53,95 |
|          | Marcus Morton               | Partia Demokratyczna | 35 992        | 46,05 |
| Razem    | Razem                       | Razem                | 78 389        | 100   |

## Maryland
W Maryland gubernator był wybierany przez stanową legislaturę. Dotychczasowy gubernator James Thomas z Partii Whigów postanowił przejść na emeryturę.
4 stycznia 1836 wybrany został Thomas Ward Veazey z Partii Whigów, były członek stanowej legislatury. Zagłosowały na niego 53 osoby, a 23 nie oddały głosu.

## Missouri

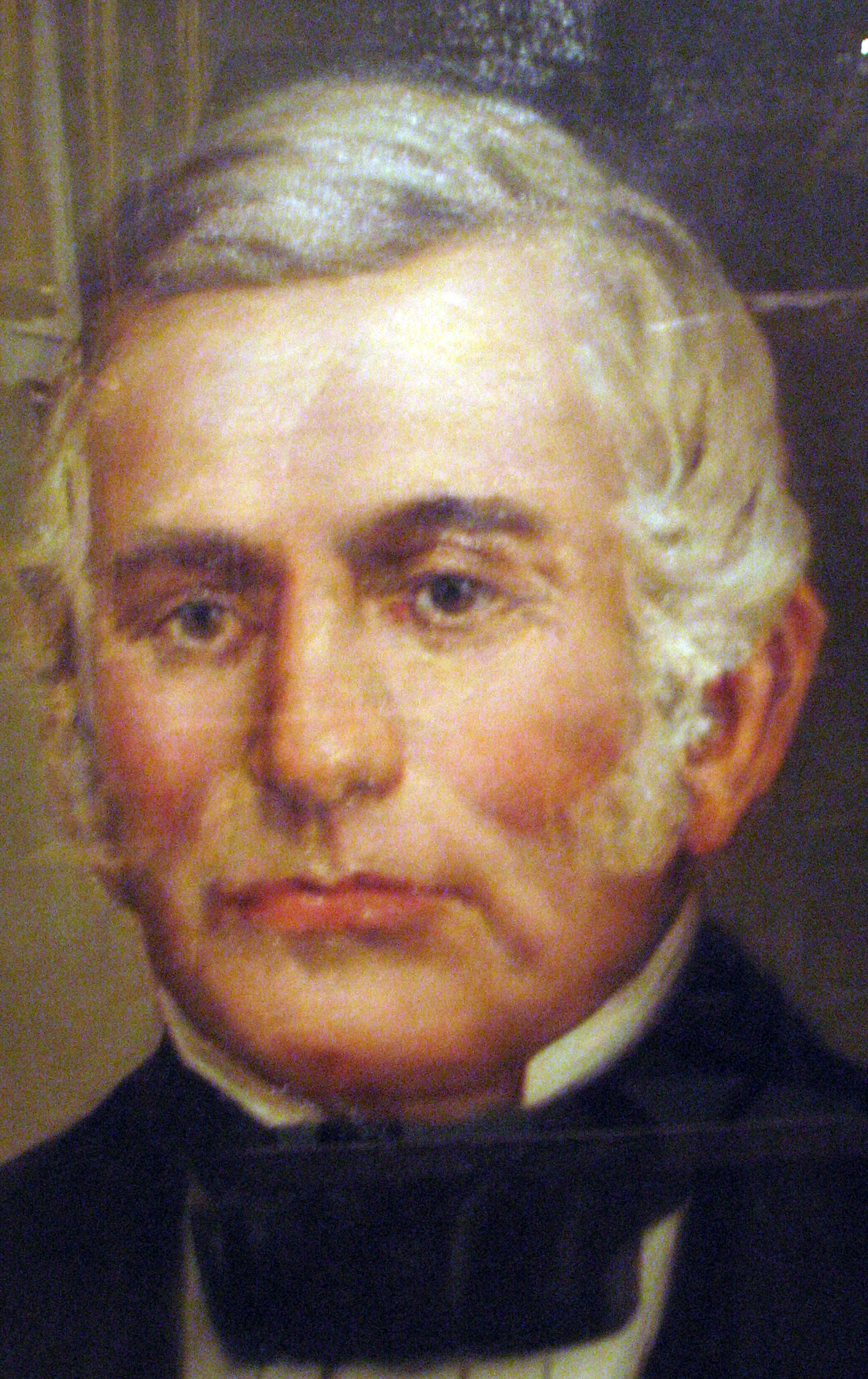
Lilburn Boggs

Wybory powszechne odbyły się 1 sierpnia 1836. Były to wybory przedterminowe, ponieważ dotychczasowy gubernator Daniel Dunklin zobowiązał się zrezygnować z urzędu, aby objąć funkcję inspektora generalnego Missouri i Illinois.
O urząd gubernatora ubiegali się:
- Lilburn Boggs z Partii Wigów, dotychczasowy zastępca gubernatora Missouri[7]
- William Ashley,  niezależny kandydat[7], członek Izby Reprezentantów Stanów Zjednoczonych[31] i były zastępca gubernatora Missouri[32]

| Kandydat | Kandydat       | Partia       | Liczba głosów | %     |
| -------- | -------------- | ------------ | ------------- | ----- |
|          | Lilburn Boggs  | Partia Wigów | 14 315        | 52,30 |
|          | William Ashley | Niezależny   | 13 057        | 47,70 |
| Razem    | Razem          | Razem        | 27 372        | 100   |

## New Hampshire

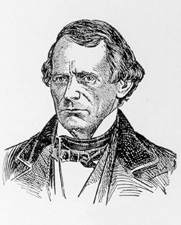
Isaac Hill

Wybory powszechne odbyły się 8 marca 1836.
O urząd gubernatora ubiegali się:
- Isaac Hill z Partii Demokratycznej, senator Stanów Zjednoczonych[2]
- William Badger z Partii Demokratycznej, urzędujący gubernator New Hampshire[2]
- Joseph Healey z Partii Wigów[2], były członek Izby Reprezentantów Stanów Zjednoczonych[33]
- George Sullivan, niezależny kandydat[2], prokurator generalny New Hampshire w latach 1816-1835[34]

| Kandydat | Kandydat                    | Partia               | Liczba głosów | %     |
| -------- | --------------------------- | -------------------- | ------------- | ----- |
|          | Isaac Hill                  | Partia Demokratyczna | 24 904        | 82,96 |
|          | Joseph Healey               | Partia Wigów         | 2 566         | 8,548 |
|          | George Sullivan             | Niezależny           | 2 230         | 7,42  |
|          | William Badger (urzędujący) | Partia Demokratyczna | 318           | 1,06  |
| Razem    | Razem                       | Razem                | 30 661        | 100   |

## Nowy Jork
Wybory powszechne odbyły się 7 i 8 listopada 1836.
O urząd gubernatora ubiegali się:
- William Learned Marcy z Partii Demokratycznej, urzędujący gubernator Nowego Jorku[11]
- Jesse Buel z Partii Wigów[11], wydawca gazet[35]
- Isaac S. Smith, kandydat frakcji Locofocos Partii Demokratycznej[11]

| Kandydat | Kandydat              | Partia                           | Liczba głosów | %     |
| -------- | --------------------- | -------------------------------- | ------------- | ----- |
|          | William Learned Marcy | Partia Demokratyczna             | 166 122       | 54,24 |
|          | Jesse Buel            | Partia Wigów                     | 136 648       | 44,62 |
|          | Isaac S. Smith        | Partia Demokratyczna (Locofocos) | 3 496         | 1,14  |
| Razem    | Razem                 | Razem                            | 306 266       | 100   |

## Ohio

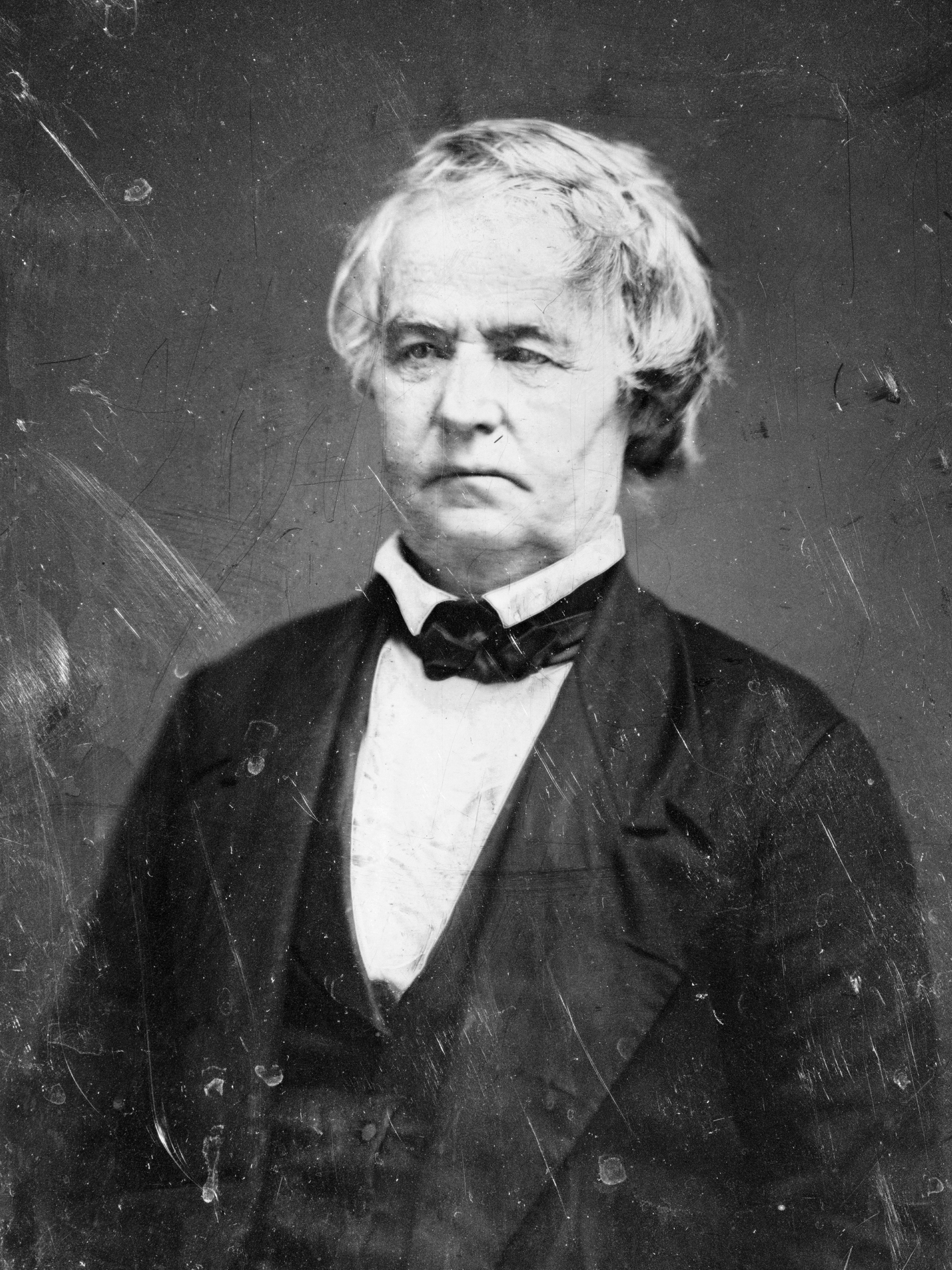
Joseph Vance

Wybory powszechne odbyły się 11 października 1836. Dotychczasowy gubernator Robert Lucas z Partii Demokratycznej nie ubiegał się o reelekcję.
O urząd gubernatora ubiegali się:
- Joseph Vance z Partii Wigów, członek Izby Reprezentantów Stanów Zjednoczonych[13]
- Eli Baldwin z Partii Demokratycznej[13], sędzia[36]

| Kandydat | Kandydat     | Partia               | Liczba głosów | %     |
| -------- | ------------ | -------------------- | ------------- | ----- |
|          | Joseph Vance | Partia Wigów         | 92 204        | 51,64 |
|          | Eli Baldwin  | Partia Demokratyczna | 86 158        | 48,25 |
|          | Pozostali    | Pozostali            | 200           | 0,11  |
| Razem    | Razem        | Razem                | 178 562       | 100   |

## Rhode Island
Wybory powszechne odbyły się 6 kwietnia 1836.
O urząd gubernatora ubiegali się:
- John Brown Francis z Partii Demokratycznej, urzędujący gubernator Rhode Island[4]
- Tristam Burges z Partii Wigów, członek Izby Reprezentantów Stanów Zjednoczonych[4]
- Charles Collins z Partii Konstytucyjnej, której celem było uchwalenie konstytucji Rhode Island – w 1836 prawo stanowe nadal opierało się na mocy przywileju królewskiego nadanego przez króla Karola II Stuarta w 1633[37].

| Kandydat | Kandydat                        | Partia               | Liczba głosów | %     |
| -------- | ------------------------------- | -------------------- | ------------- | ----- |
|          | John Brown Francis (urzędujący) | Partia Demokratyczna | 4 020         | 56,31 |
|          | Tristam Burges                  | Partia Wigów         | 2 984         | 41,80 |
|          | Charles Collins                 | Partia Konstytucyjna | 135           | 1,89  |
| Razem    | Razem                           | Razem                | 7 139         | 100   |

## Vermont
Wybory powszechne odbyły się 6 września 1836
O urząd gubernatora ubiegali się:
- Silas Hemenway Jennison z Partii Wigów, urzędujący gubernator Vermont[9]
- William Czar Bradley z Partii Demokratycznej[9], były członek Izby Reprezentantów Stanów Zjednoczonych[38]

| Kandydat | Kandydat                             | Partia               | Liczba głosów | %     |
| -------- | ------------------------------------ | -------------------- | ------------- | ----- |
|          | Silas Hemenway Jennison (urzędujący) | Partia Wigów         | 20 471        | 55,94 |
|          | William Czar Bradley                 | Partia Demokratyczna | 16 124        | 44,06 |
| Razem    | Razem                                | Razem                | 36 595        | 100   |

## Wirginia
Do 1851 gubernator stanu Wirginia był wybierany przez legislaturę stanową. 29 kwietnia 1836 gubernatorem został wybrany Wyndham Robertson z Partii Wigów.